# Stavnäs-Högeruds församling
Stavnäs-Högeruds församling är en församling i Arvika pastorat i Västra Värmlands kontrakt i Karlstads stift i Svenska kyrkan. Församlingen ligger i Arvika kommun i Värmlands län.

## Administrativ historik
Församlingen bildades 2006 genom sammanläggning av Stavnäs församling och Högeruds församling och utgjorde därefter till 2014 ett eget pastorat. Från 2014 ingår församlingen i Arvika pastorat.

## Kyrkor
- Stavnäs kyrka
- Högeruds kyrka